# محاسبة الاستدامة

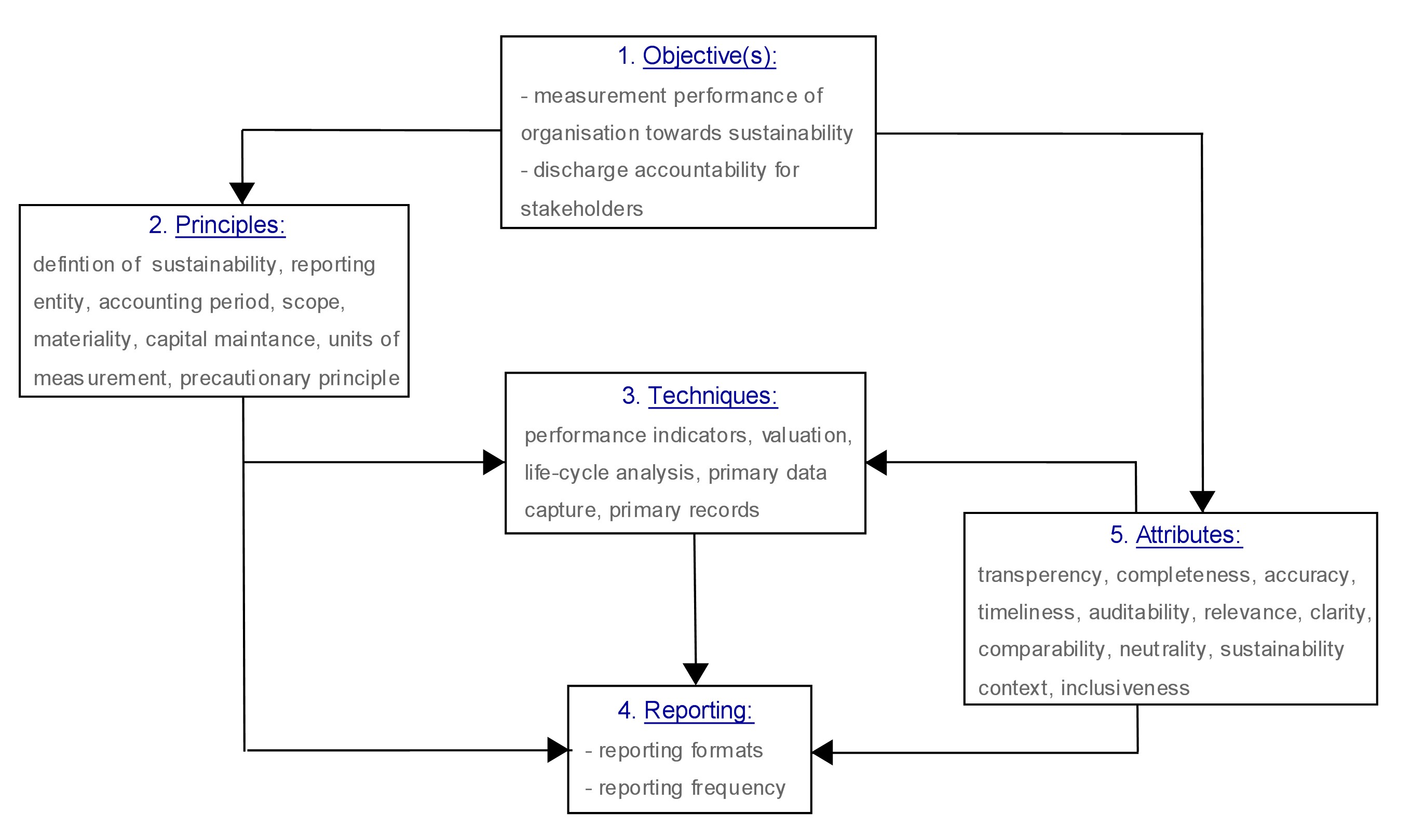

نشأت محاسبة الاستدامة (وتعرف أيضًا بالمحاسبة الاجتماعية أو المحاسبة الاجتماعية والبيئية أو الإبلاغ الاجتماعي للشركات أو الإبلاغ عن المسؤولية الاجتماعية للشركات أو الإبلاغ غير المالي) منذ حوالي 20 عامًا، وتعتبر فئة فرعية من المحاسبة المالية التي تركز على الإفصاح عن المعلومات غير المالية المتعلقة بأداء الشركات التجارية لأصحاب المصلحة الخارجيين، مثل أصحاب رأس المال والدائنين والسلطات الأخرى. تصف محاسبة الاستدامة الأنشطة التي لها تأثير مباشر على المجتمع والبيئة والأداء الاقتصادي للمؤسسة. تختلف محاسبة الاستدامة في المحاسبة الإدارية عن المحاسبة المالية في أن المحاسبة الإدارية تُستخدَم في اتخاذ القرارات الداخلية ووضع سياسات جديدة سيكون لها تأثير على أداء المؤسسة على المستوى الاقتصادي والبيئي والاجتماعي (المعروف باسم الحصيلة الثلاثية أو ثلاثية P أو تي بي إل؛ الناس والكوكب والربح (People, Planet, Profit). غالبًا ما تستخدم محاسبة الاستدامة لتوليد القيمة داخل المؤسسة.
محاسبة الاستدامة هي أداة تستخدمها المؤسسات لتصبح أكثر استدامةً. أكثر القياسات المستخدمة على نطاق واسع هي تقارير استدامة الشركات (سي إس آر) ومحاسبة خط الأساس الثلاثي. وتعترف بدور المعلومات المالية وتوضح كيف تؤجل المحاسبة التقليدية من خلال تحسين الشفافية والمساءلة من خلال الإبلاغ عن ثلاثية P.
نتيجة لتقرير مستوى الأساس الثلاثي، ولجعل وضمان الاتساق في المعلومات الاجتماعية والبيئية، أُنشأت جي آر آي (المبادرة العالمية للتقارير) بهدف توفير إرشادات للمنظمات التي تقدم تقارير حول الاستدامة. في بعض البلدان، وضعت دلائل توجيهية لاستكمال جي آر آي تنص المبادرة على أن «الإبلاغ عن الأداء الاقتصادي والبيئي والاجتماعي من جانب جميع المنظمات أمر روتيني وقابل للمقارنة مع التقارير المالية».
من أجل مساعدة فرق التمويل والمحاسبين على دمج الاستدامة في حساباتهم، أنشأ أمير ويلز مشروع الأمير لمحاسبة الاستدامة (إيه فور إس) في عام 2004.

## التاريخ
ظهر مفهوم محاسبة الاستدامة من التطورات التي جرت في المحاسبة. حدثت تطورات واسعة في المحاسبة على مدى السنوات الأربعين الماضية، على الرغم من حدوث تطورات محدودة على مدى السنوات العشر الماضية. يكشف التطوير عن خطين بارزين للتحليل. الخط الأول هو النقاش الفلسفي حول المساءلة، إذا وكيف ساهمت في التنمية المستدامة، وما هي الخطوات اللازمة نحو الاستدامة. يعتمد هذا النهج على نظام جديد تمامًا للمحاسبة مصمم لتعزيز إستراتيجية الاستدامة. الخط الثاني هو منظور الإدارة المرتبط بمصطلحات وأدوات متنوعة لتحقيق الاستدامة. ويمكن اعتبار ذلك امتدادًا أو تعديلًا للتكلفة المالية التقليدية أو المحاسبة الإدارية. لتطوير محاسبة الاستدامة، يُسمَح من جديد بإعادة تقييم كاملة للأهمية النسبية للفوائد والمخاطر الاجتماعية والبيئية والاقتصادية وتفاعلاتها في أنظمة محاسبة الشركات. يمكن التمييز بين التطورات التي تؤدي إلى المحاسبة المستدامة، في فتراتٍ زمنيةٍ عديدةٍ كان فيها عدد من الاتجاهات واضحًا: 1971-1980 و1981-1990 و1991-1995 وحتى الوقت الحاضر. كانت هذه الفترات قابلة للتمييز عبر الدراسات التجريبية والبيانات المعيارية والمناقشات الفلسفية والبرامج التعليمية والأدب والأطر التنظيمية.

### 1971-1980
بحلول نهاية العقد، نُشِرَ عددٌ كبيرٌ من الأعمال التجريبية وعدد من الأوراق البحثية التي تشير إلى بناء نماذج تعزز الإفصاح المحاسبي الاجتماعي. وشملت هذه الأعمال في وقت مبكر تحليلا ذاتيا وكذلك أدب المحاسبة الاجتماعية والبيئية المتخلفة (سيال). وربط المعلومات المتعلقة بالبعد الاجتماعي للمحاسبة مع الموظفين أو المنتجات. عُوملت الشؤون البيئية عمومًا كجزء من حركة محاسبة اجتماعية غير متمايزة وغير متطورة إلى حدٍ ما. شملت الأضرار البيئية الضرر الذي لحق بالأرض والهواء والماء والضوضاء والبصريات والفنون وغيرها من أشكال التلوث وإنتاج النفايات الصلبة. نشأت لأول مرة أفكار حول الأسعار الاعتبارية والتخطيط للعوامل الخارجية وبدأت في التطور. ولو أن المساهمة هذه الفترة كانت ملحوظة للتطورات واسعة النطاق في مجال المراجعة الاجتماعية، فقد كانت المنهجية مماثلة تقريبًا لتقارير المحاسبة المالية التاريخية. في هذا الوقت، لم تتطور معايير المحاسبة المالية أو الأطر التنظيمية إلى أي مدى. كانت الدراسات والبحوث التجريبية وصفية بشكل أساسي. على الرغم من تعزيز العديد من النماذج والبيانات المعيارية المماثلة، فلم يكن النقاش الفلسفي واسع الانتشار.

### 1981-1990
أظهرت الفترة الأولى من العقد تطورًا متزايدًا في مجال المحاسبة الاجتماعية، وشهدت الفترة الأخيرة من العقد تحولًا واضحًا نحو الاهتمام بالمحاسبة البيئية، مع وجود علامات متزايدة نحو التخصص في الأدب. كان البحث التجريبي أكثر تحليليةً. استُبدِلَت المخاوف المتعلقة بكشف البيانات الاجتماعية بالتركيز على الإفصاحات البيئية والقوانين كوسيلة بديلة للحد من الأضرار البيئية. بدأت البيانات المعيارية وبناء النماذج بتعزيز الميدان البيئي. خلال هذه الفترة، بدأ تطوير البرامج التعليمية حول قضايا المحاسبة الاجتماعية والبيئية. على الرغم من الاستخدام المتزايد للأطر المفاهيمية والمعايير المحاسبية والأحكام القانونية لتقليل درجة التأويل الفردي في التقارير المالية، يستعمل القليل من هذا الهيكل المحاسبي في إطار عمل مناسب للمحاسبة الاجتماعية والبيئية. صدر بيان أقل معيارية، ولكن نُشِرَت المزيد من المقالات التي تناقش المسائل الفلسفية.

### 1991-1995
تميزت هذه الفترة بالسيطرة شبه الكاملة للمحاسبة البيئية على المحاسبة الاجتماعية. كان هناك أيضًا بعض الانتشار للإفصاحات البيئية إلى التدقيق البيئي بالإضافة إلى تطوير إطار عمل لتوجيه تطبيقات التدقيق البيئي، ولا سيما تطوير أنظمة الإدارة البيئية. لا يزال هناك القليل من الأطر التنظيمية التي تؤثر على إفصاحات المحاسبة الاجتماعية والبيئية والأطر المفاهيمية للمحاسبة لا تمتد لتشمل القياس غير المالي والقضايا الاجتماعية أو البيئية. ينمو تطوير إطار تنظيمي واضح وكذلك مفاهيمي في العديد من البلدان، في حين أن تقدم التنظيم البيئي في المملكة المتحدة وأوروبا كان أبطأ من الولايات المتحدة أو كندا أو أستراليا. كان التقدم غير متساوٍ ولكنه سريع مقارنةً بما حدث في مجال الإفصاح عن الحسابات الاجتماعية. خلال هذه الفترة، كان هناك العديد من الكتب المدرسية والمقالات الصحفية التي تغطي كل من المحاسبة الاجتماعية والبيئية. ومع ذلك، كان هناك نقص نسبي في العمل المعياري/الفلسفي داخل المحاسبة خلال هذه الفترة: لم تنتعش المحاسبة البيئية منذ نماذج السبعينيات وفشلت في التكيف مع المناقشات حول تقييم العوامل الخارجية. أصبح للاستدامة ومناقشة دور المحاسبة الإدارية في المساعدة في التنمية المستدامة أهمية متزايدة.

### 1995-  حتى الآن
أدى تقارب أسواق رأس المال العالمية وظهور قضايا مراقبة الجودة العالمية والإقليمية -وبلغت مهنة المحاسبة أوجها في الأزمة المالية الآسيوية في 1997-1998 وكذلك انهيار شركة إنرون في عام 2001- إلى تركيز رفيع المستوى لاحق على المحاسبة العالمية والوطنية. وقد أظهرت مؤلفات المحاسبة زيادة كبيرة في الاهتمام بقضايا التنمية المستدامة والمحاسبة، من خلال استكشاف ما تستلزمه محاسبة الاستدامة، وتزايد احتمالية أن تشارك مهنة المحاسبة في إعادة دراسة أساسيات المحاسبة في ضوء تحدي التنمية المستدامة. يتم تنفيذ العديد من المقترحات والعمل الإحصائي الهام بالإضافة إلى مجموعة متزايدة من القياسات حول المحاسبة من أجل التنمية المستدامة في العديد من البيئات الدولية والوطنية. حتى هيئات السياسة العامة فوق القومية مثل الأمم المتحدة ومنظمة التعاون الاقتصادي والتنمية رعت العمل الذي يتناول المحاسبة من أجل الاستدامة. حتى الآن، تعتبر المحاسبة البيئية الشكل الأكثر تطورًا في محاسبة الاستدامة وتتم معالجتها بشكل متزايد في الدائرة الأكاديمية مع أعمال روبرت هيو جراي في أوائل التسعينيات، ومن خلال إصدار المبادئ التوجيهية للمحاسبة الاستدامة في القمة العالمية للتنمية المستدامة في عام 2002.
وبسبب استخدام الأطر والأساليب المختلفة، يظل هناك الكثير من عدم اليقين حول كيفية تطور هذه الأجندة في المستقبل. ما هو مؤكد هو وجود اعتقاد بأن التنمية الاقتصادية الماضية والأنشطة البشرية الحالية (ومن ثم الأعمال) ليست مستدامة، ما أدى إلى التشكيك في الوضع الحالي للتنمية. شهدت السنوات الأخيرة قبولًا متزايدًا وحتى حماسًا لهذه الأساليب الجديدة لإعداد التقارير. تشير التجارب النشطة والمبتكرة التي قامت بها منظمات بعيدة النظر إلى أن جوانب الاستدامة في المحاسبة وإعداد التقارير مهمة للغاية وممكنة وعملية أيضًا. وفي هذا الصدد يضم الاتحاد الدولي للمحاسبين (آي إف إيه سي)، الذي يهدف إلى تطوير مهنة المحاسبة ومواءمة معاييرها، 167 من الهيئات الأعضاء في أكثر من 127 دولة ويمثل ما يقرب من مليوني محاسب حول العالم.
في عام 2004، أنشأ أمير ويلز مشروع المحاسبة من أجل الاستدامة (إيه فور إس) «للمساعدة في ضمان أننا لا نكافح لمواجهة تحديات القرن الحادي والعشرين، في أحسن الأحوال، وأنظمة صنع القرار وإعداد التقارير في القرن العشرين». تجمع إيه فور إس قادة في مجتمعي المالية والمحاسبة لتحفيز تحول أساسي نحو نماذج الأعمال المرنة والاقتصاد المستدام. تمتلك إيه فور إس شبكتين عالميتين - شبكة هيئات المحاسبة (إيه بي إن) التي يتألف أعضاؤها من حوالي ثلثي المحاسبين في العالم وشبكة قيادة المدراء الماليين (إيه فور إس)، وهي مجموعة من المديرين الماليين من الشركات الرائدة التي تسعى إلى تحويل التمويل والمحاسبة.